# 細田工務店
株式会社細田工務店（ほそだこうむてん）は、東京都杉並区に本社を置く工務店。長谷工グループ。

## 概要
1947年（昭和22年）1月に東京都中野区にて創業。木造戸建分譲住宅の設計、施工及び販売を主たる業務として、東京都新宿区に株式会社細田工務店を設立。
現在は杉並区中杉通り沿いに位置している。
東京の夏を彩る祭りの一つ、阿佐谷七夕まつりに参加。また、色覚障がい者に配慮し、ホームページ表記についてカラーユニバーサルデザイン（CUD）認証を取得。
平成24年には「杉並区子育て優良事業者表彰」で最優良賞を受賞。
2013年（平成25年）1月、「希望退職者募集による人員削減」を発表。25名程度という募集人数に対し、その約1.5倍にあたる37名が応募した。
こうしたリストラは平成21年3月期に次いで二度目のことである。
2020年（令和2年）2月、株式会社長谷工コーポレーションが株式公開買付け（TOB）により89.73%の株式を取得し親会社となる。TOB価格は1株につき130円。長谷工は細田工務店を完全子会社化し、用地仕入れの強化や購買の効率化などを目指す。

## 沿革
- 1947年（昭和22年） 東京都中野区にて創業
- 1957年（昭和32年） 東京都新宿区に株式会社細田工務店を設立。杉並区に東京工場を設置し操業を開始、建設業登録
- 1960年（昭和35年） 本社を東京都杉並区阿佐谷南1丁目16番地7号に移転
- 1979年（昭和54年） 東京工場を東京都羽村市に移転
- 1981年（昭和56年） 千葉県千葉市に千葉営業所を開設
- 1984年（昭和59年） 建設省主催「いえづくり'85プロジェクト提案協議」で優秀賞受賞
- 1986年（昭和61年） 公共受注事業に進出
- 1989年（平成元年） 東京工場を分離し、細田資材流通(株)を設立
- 1991年（平成03年）本社を東京都杉並区阿佐谷南3丁目35番21号に移転、株式を店頭公開
- 1992年（平成04年） 建設省主催「新世代木造供給システム提案競技」に入選
- 1993年（平成05年） 福島県福島市に福島営業所を開設。宮城県仙台市に東北営業所を開設
- 1994年（平成06年） 建設省主催「新世代木造供給システム認定」取得
- 1995年（平成07年） 「木造住宅合理化システム・高耐久性能タイプ認定」取得、建設省主催「プラス・YOU住宅」提案募集入選
- 1998年（平成10年） VOC対応住宅供給開始
- 1999年（平成11年） 「コモアしおつグローイングタウン」住宅金融公庫賞受賞
- 1999年（平成11年） (財)住宅・建築省エネルギー機構による住宅気密評定、環境共生住宅、次世代省エネルギー基準適合住宅の評定を取得
- 2001年（平成13年） 住宅の20年保証制度を開始。住宅性能表示制度における全国初の「建設住宅性能評価書」を取得
- 2003年（平成15年） (株)細田住宅販売を設立
- 2005年（平成17年） D-ASSET アドバイザーズ(株)を設立
- 2007年（平成19年） D-ASSET デベロップメント(株)を子会社化
- 2009年（平成21年） D-ASSETアドバイザーズ(株)が(株)細田住宅販売を吸収合併
- 2009年（平成21年） D-ASSETデベロップメント(株)が(株)ピュア企画(非連結子会社)を吸収合併し、(株)ピュア企画に商号変更
- 2010年（平成22年） D-ASSETアドバイザーズ(株)を細田住宅管理(株)に商号変更
- 2012年（平成24年） 細田住宅管理(株)が保有する、(株)ピュア企画の全株式を譲渡
- 2013年（平成25年） 細田資材流通(株)を吸収合併し、東京都西多摩郡瑞穂町に「資材センター」を開設
- 2013年（平成25年） 本社1・2階に注文住宅のショールームを開設
- 2013年（平成25年） 海外事業準備室を開設
- 2015年（平成27年） 構造躯体工事の請負事業を開始
- 2016年（平成28年） 伯東株式会社との資本業務提携、第三者割当増資を行い、同社が主要株主となる。
- 2020年（令和02年） 株式会社長谷工コーポレーションの子会社となり、上場廃止

## 関連企業
- 親和ファイナンス株式会社
- 細田住宅管理株式会社

## CM
長谷工コーポレーション傘下に入ってから、長谷工グループと同じテイスト・歌のCMを放送している。